# 부케팔로스

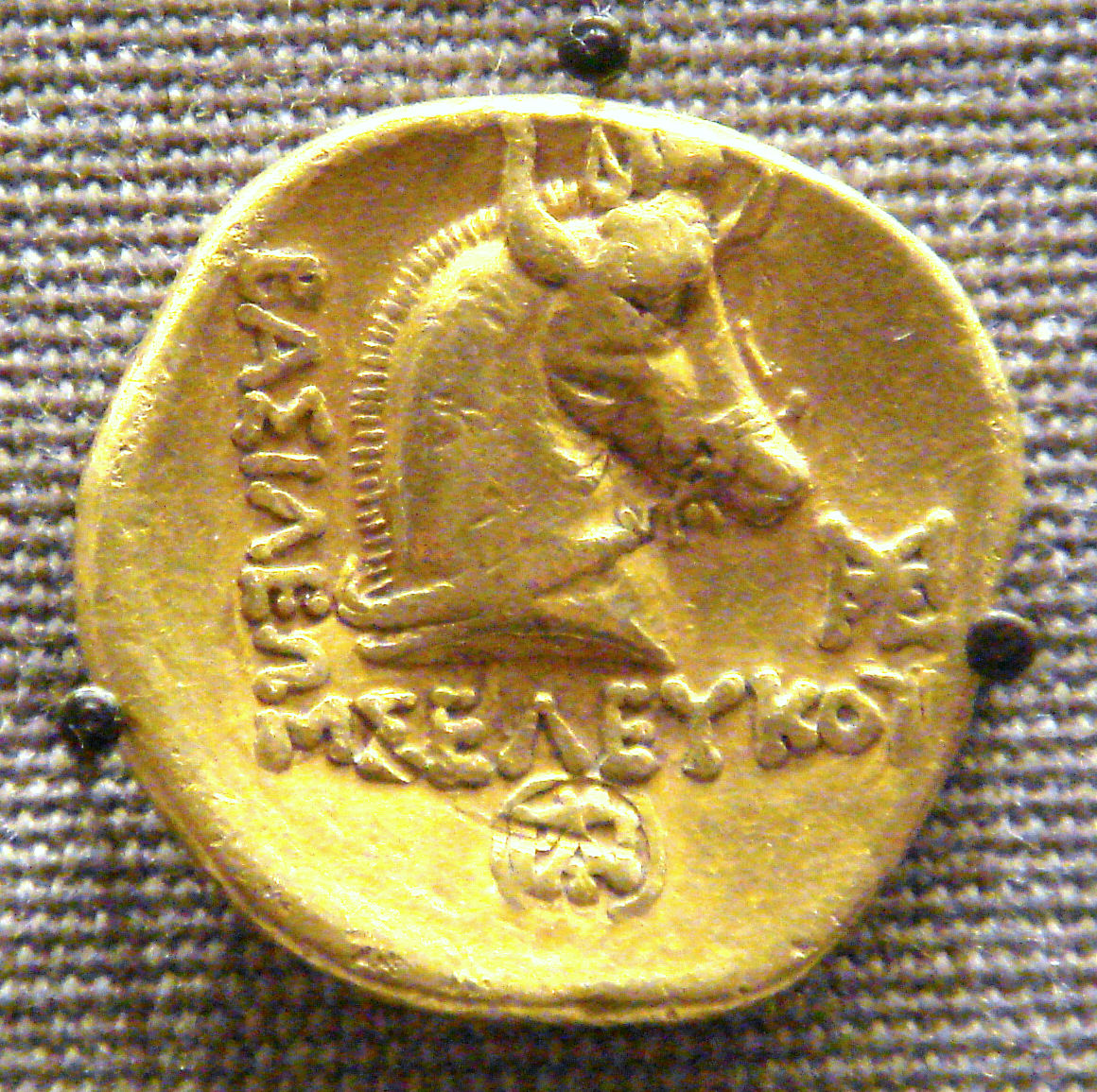
셀레우코스 1세 주화에 묘사된 부케팔로스

부케팔로스(고대 그리스어: Βουκέφαλος, 기원전 355년경 ~ 기원전 326년) 또는 부케팔라스(Βουκεφάλας)는 알렉산더 대왕의 말이자 고전 고대 역사상 실제하는 가장 유명한 말이다. 부케팔로스는 그리스어로 βούς(소)와 κεφαλή(머리)를 조합한 단어로 "소머리"라는 뜻이다. 부케팔로스는 기원전 326년 히다스페스 전투 후에 죽었고, 젤룸 바깥쪽에 있는 잘랄푸르 샤리프라는 마을에 묻혔다.

## 부케팔로스 길들이기

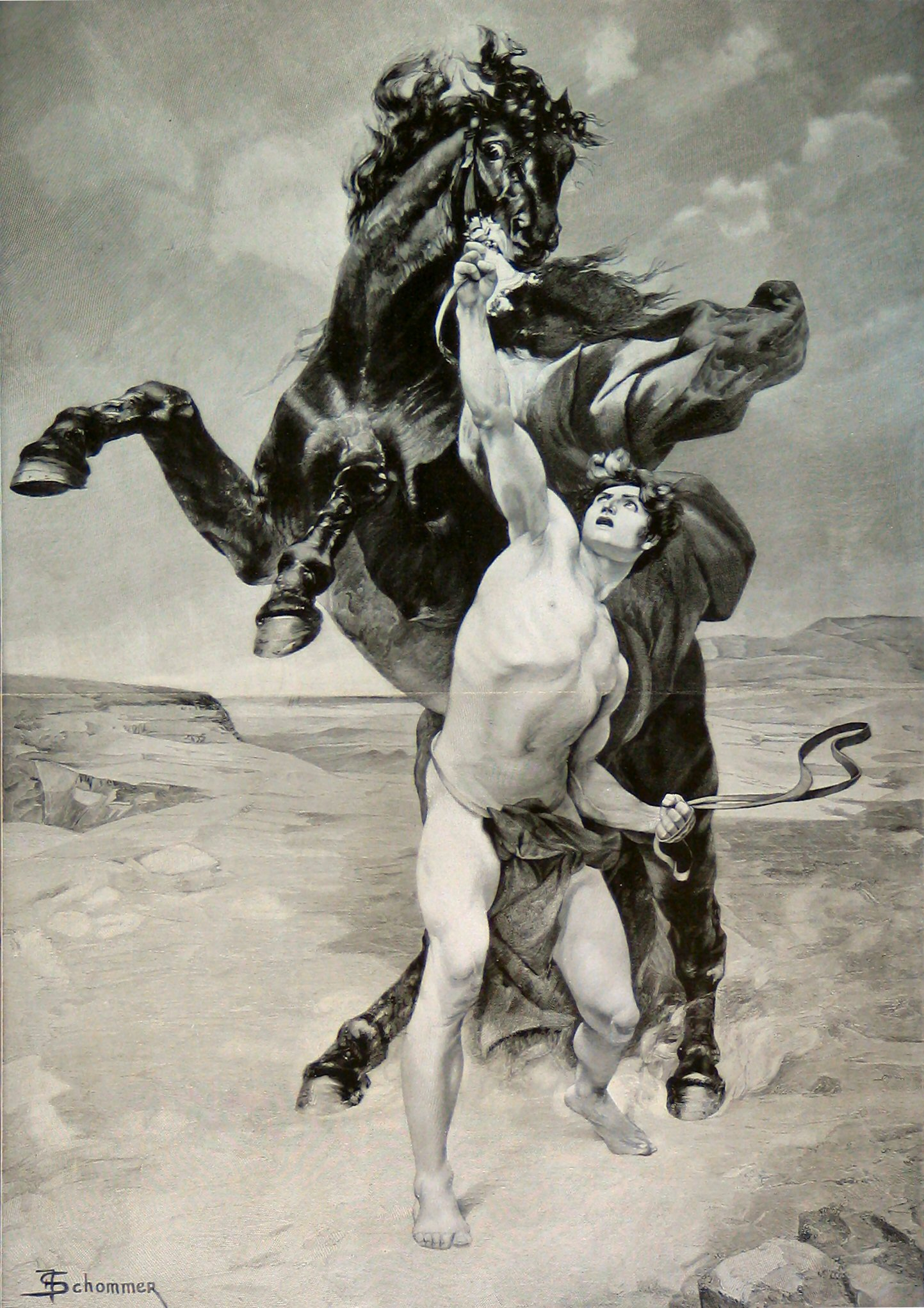
부케팔로스를 길들이고 있는 알렉산더

부케팔로스는 온몸에 검은 털을 두르고, 이마에 커다란 흰색 별모양이 있으며, 몸집과 머리가 매우 크고 사나운 말로 묘사되고 있다. 플루타르크의 《플루타르크 영웅전》에는 기원전 344년 12살의 알렉산더가 부케팔로스를 어떻게 길들이는지 전하고 있다. 필로니쿠스라는 이름의 테살리아 말 장수는 마케도니아의 왕 필리포스 2세에게 13 달란트에 부케팔로스를 팔겠다고 제안했지만, 아무도 사나운 부케팔로스를 길들일 수 없었기 때문에, 필리포스 2세는 그 말에 관심이 없었다. 그러나, 필리포스 2세의 아들 알렉산더가 자신이 그 말을 길들여 보겠다고 나섰다. 알렉산더는 만약 자신이 그 말을 길들이지 못하면, 범선 13척에 필적하는 말 값을 대신 지불하겠다고 약속했다. 그는 어루만지듯 부드럽게 부케팔로스에게 다가가서, 부케팔로스를 태양 쪽으로 향하게 돌려세웠다. 그래서 부케팔로스가 더 이상 자신의 그림자를 보지 못하게 했는데, 그 그림자가 부케팔로스를 흥분시킨 원인이었기 때문이다. 태양을 등지고 있던 부케팔로스는 태양을 정면으로 바라보자 얌전해졌다. 자신의 펄럭이는 망토를 벗고 말 등에 올라타서 공터를 한바퀴 돌고 난 뒤, 알렉산더는 부케팔로스를 성공적으로 길들였다. 플루타르크 영웅전에는 필리포스 2세가 이 사건에 매우 감동하여 "오 나의 아들아, 네게 맞는 왕국은 너 스스로 찾아라, 마케도니아는 네게 너무 작은 것 같구나."라고 말했다고 전해진다.

## 알렉산더와 부케팔로스

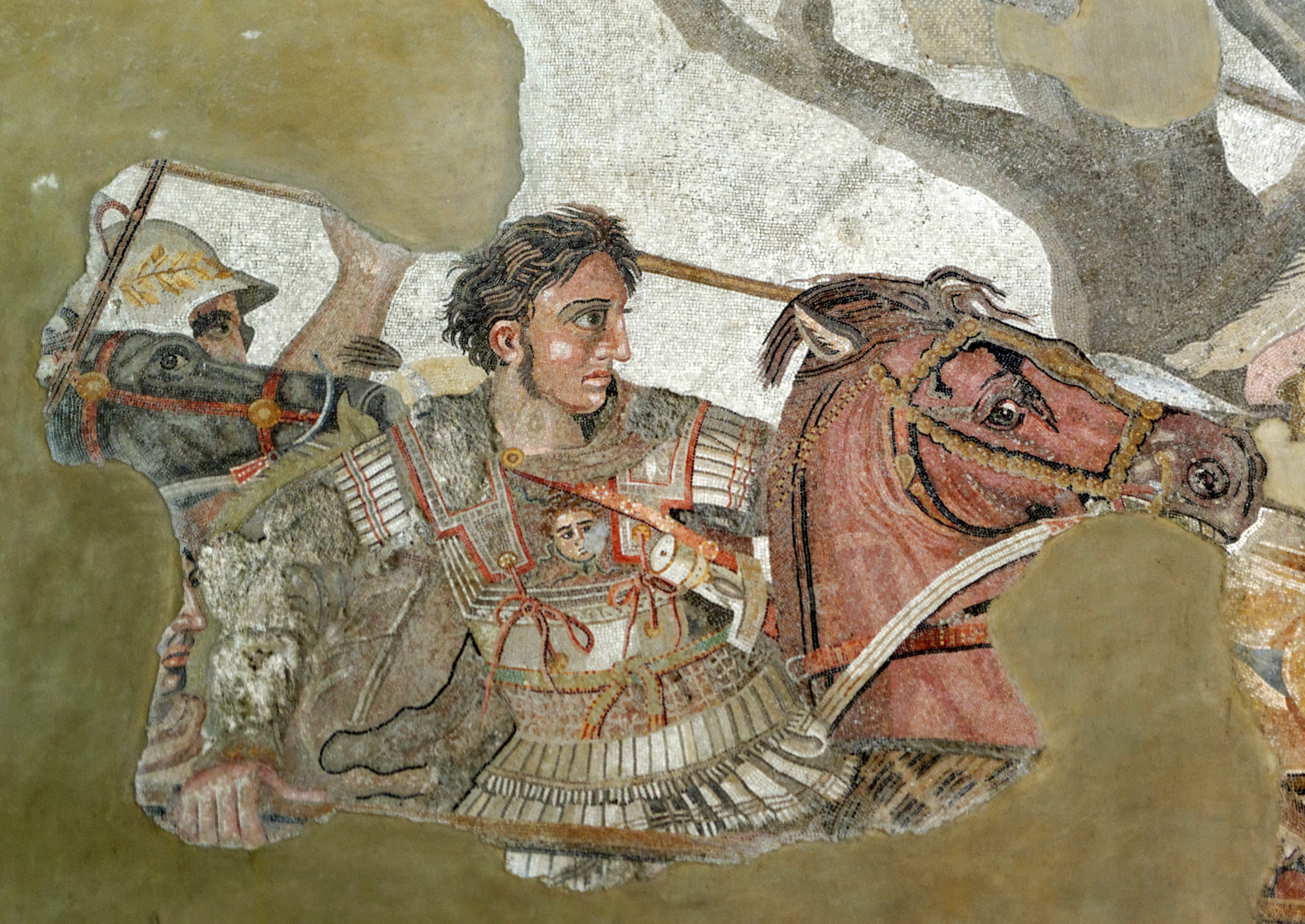
폼페이 유적에서 발견된 그림에 등장하는 알렉산더와 부케팔로스

부케팔로스는 알렉산더 대왕의 애마이자 군마로서, 수많은 전투에서 알렉산더와 함께했다. 폼페이 유적에서 발견된 그림에서도 알렉산더는 부케팔로스를 타고 있는 모습으로 그려져 있다. 부케팔로스는 히다스페스 전투에서 치명상을 입어서 기원전 326년 6월 30살의 나이에 죽었다. 알렉산더 대왕은 부케팔로스를 기리기 위하여 알렉산드리아 부케팔로스라는 도시를 건설하였다. 그 도시는 현재 젤룸강 서쪽에 위치하고 있다. 부케팔로스는 현재 젤룸 외곽에 있는 잘랄푸르 샤리프라는 마을에 매장되었다고 한다.
알렉산더와 연관되어 있는 부케팔로스의 전설 중에는 그들이 동시에 태어났다는 허구도 있다. 알렉산더 로망스 중에 어떤 것은 그들의 죽음을 동일시하기도 한다.

## 같이 보기
- 적토마